# مقاطعة لينوير (كارولاينا الشمالية)
مقاطعة لينوير (بالإنجليزية: Lenoir County)‏ هي إحدى مقاطعات ولاية كارولاينا الشمالية في الولايات المتحدة الأمريكية. مركز المقاطعة أو مقعدها هي مدينة كينستون. تأسست هذه المقاطعة سنة 1791.أصل هذه المقاطعة يأتي من: مقاطعة دوبز.